# Ophrys kulpensis
Ophrys kulpensis là một loài thực vật có hoa trong họ Lan. Loài này được Kreutz mô tả khoa học đầu tiên năm 1992.